# 特魯希略 (考卡河谷省)
特魯希略（西班牙語：Trujillo）是哥倫比亞考卡河谷省的城鎮，位於該國西部，始建於1924年，面積221平方公里，海拔高度1,552米，2005年人口18,142，人口密度每平方公里82.09人。

## 外部連結
- Trujillo Massacre

4°15′N 76°20′W / 4.250°N 76.333°W